# Thaumatovalva albolineana
Thaumatovalva albolineana is een vlinder uit de familie bladrollers (Tortricidae). De wetenschappelijke naam van de soort is voor het eerst geldig gepubliceerd in 2014 door Alicia E. Timm & John W. Brown.

## Type
- holotype: "male, VI.1937. leg. J. Ghesquiere"
- instituut: MRAC, Tervuren, België
- typelocatie: "Democratic Republic of Congo, North Kivu, Rutshuru, 1.18°S, 29.45°E, 1275 m"[1]